# Patrick Wright (sciatore)
Patrick Wright (17 marzo 1986) è un ex sciatore alpino canadese.

## Biografia
Originario di Oakville e attivo in gare FIS dal gennaio del 2002, Wright esordì in Nor-Am Cup il 9 marzo 2004 a Mont-Tremblant in slalom gigante, senza completare la prova, e ottenne il primo podio il 7 dicembre 2007 a Lake Louise in discesa libera (2º). Il 21 febbraio 2008 disputò la sua unica gara in Coppa del Mondo, il supergigante di Whistler che chiuse al 41º posto, e il 12 marzo successivo conquistò il secondo e ultimo podio in Nor-Am Cup, a Whiteface Mountain nella medesima specialità (2º). Si ritirò al termine di quella stessa stagione 2007-2008 e la sua ultima gara fu uno slalom speciale FIS disputato il 30 marzo a Le Relais, non completato da Wright; in carriera non prese parte a rassegne olimpiche o iridate.

## Palmarès

### Coppa Europa
- Miglior piazzamento in classifica generale: 68º nel 2008
- 1 podio:
  - 1 vittoria

#### Coppa Europa - vittorie
| Data            | Località  | Paese  | Specialità |
| --------------- | --------- | ------ | ---------- |
| 23 gennaio 2008 | Sarentino | Italia | DH         |

Legenda:

DH = discesa libera

### Nor-Am Cup
- Miglior piazzamento in classifica generale: 15º nel 2008
- 2 podi:
  - 2 secondi posti